# MNP會計師事務所
MNP會計師事務所（英語：MNP LLP，前稱Meyers Norris Penny））是一間總部位於加拿大亞伯達省卡加利的會計審計專業服務網路。MNP僱傭了近8,000名員工，設立了共117家辦事處的網路，服務據點涵蓋加拿大行政區劃的亞伯達省、不列顛哥倫比亞省、薩斯喀徹溫省、曼尼托巴省、安大略省、魁北克省、新布藍茲維省	、新斯科細亞省、和紐芬蘭與拉布拉多省，是加拿大最大的專業服務公司之一。MNP提供全面的上市及非上市公司和個人服務，包括財務審計和納稅合規、企業估值、公司金融、報關諮詢、盡職調查、和間接稅計劃等。

## 外部連結
- 官方网站 MNP LLP